# Sergueï Filippenkov
Sergueï Aleksandrovitch Filippenkov (en russe : Сергей Александрович Филиппенков), né le 2 août 1971 à Smolensk en Russie et mort le 15 octobre 2015 à Penza en Russie, était un footballeur international russe, devenu entraîneur à l'issue de sa carrière, qui évoluait au poste de milieu de terrain.
Il meurt d'une crise cardiaque à l'âge de 44 ans.

## Biographie

### Carrière de joueur
Au cours de sa carrière de joueur, Sergueï Filippenkov dispute notamment 103 matchs en première division russe, pour 17 buts inscrits, 198 matchs en deuxième division russe, pour 28 buts inscrits, et 13 matchs dans le championnat kazakh, pour un but inscrit.
Il dispute deux matchs en Ligue des champions avec le CSKA Moscou.

### Carrière internationale
Sergueï Filippenkov compte une seule sélection avec l'équipe de Russie en 1998. 
Il est convoqué pour sa seule sélection par le sélectionneur national Anatoli Bychovets, à l'occasion d'un match amical contre le Brésil le 18 novembre 1998 (défaite 5-1).

### Décès
Il décède le 15 octobre 2015 à Penza, au cours d'un match amical entre le Zénith Penza et Penzgorstroyzakazchik. La cause de la mort est une crise cardiaque. Il est enterré à Smolensk.

## Statistiques
| Saison                | Club                       | Championnat           | Championnat | Championnat | Coupe(s) nationale(s) | Coupe(s) nationale(s) | Compétition(s) continentale(s) | Compétition(s) continentale(s) | Compétition(s) continentale(s) | Total | Total |
| Saison                | Club                       | Division              | M.          | B.          | M.                    | B.                    | Comp.                          | M.                             | B.                             | M.    | B.    |
| 1992                  | Iskra Smolensk             | D3                    | 26          | 5           | 3                     | 1                     | -                              | -                              | -                              | 29    | 6     |
| 1993                  | Iskra Smolensk             | D3                    | 29          | 0           | 1                     | 0                     | -                              | -                              | -                              | 30    | 0     |
| 1994                  | Iskra Smolensk             | D4                    | 25          | 0           | 1                     | 0                     | -                              | -                              | -                              | 26    | 0     |
| Sous-total            | Sous-total                 | Sous-total            | 80          | 5           | 5                     | 1                     | -                              | -                              | -                              | 85    | 6     |
| 1995                  | Kristall Smolensk          | D3                    | 40          | 4           | 1                     | 0                     | -                              | -                              | -                              | 41    | 4     |
| 1996                  | Kristall Smolensk          | D3                    | 39          | 8           | -                     | -                     | -                              | -                              | -                              | 39    | 8     |
| 1997                  | Kristall Smolensk          | D2                    | 25          | 7           | 2                     | 2                     | -                              | -                              | -                              | 27    | 9     |
| Sous-total            | Sous-total                 | Sous-total            | 104         | 19          | 3                     | 2                     | -                              | -                              | -                              | 107   | 21    |
| 1998                  | CSKA Moscou                | D1                    | 27          | 5           | 3                     | 1                     | -                              | -                              | -                              | 30    | 6     |
| 1999                  | CSKA Moscou                | D1                    | 29          | 6           | 4                     | 2                     | C1                             | 2                              | 0                              | 35    | 8     |
| 2000                  | CSKA Moscou                | D1                    | 26          | 3           | 3                     | 0                     | -                              | -                              | -                              | 29    | 3     |
| 2001                  | CSKA Moscou                | D1                    | 19          | 3           | 2                     | 0                     | -                              | -                              | -                              | 21    | 3     |
| Sous-total            | Sous-total                 | Sous-total            | 101         | 17          | 12                    | 3                     | -                              | 2                              | 0                              | 115   | 20    |
| 2002                  | Tchernomorets Novorossiisk | D2                    | 19          | 4           | 1                     | 0                     | -                              | -                              | -                              | 20    | 4     |
| 2003                  | Kristall Smolensk          | D2                    | 17          | 1           | 2                     | 2                     | -                              | -                              | -                              | 19    | 3     |
| 2003                  | Dinamo Saint-Pétersbourg   | D2                    | 10          | 0           | 1                     | 1                     | -                              | -                              | -                              | 11    | 1     |
| 2004                  | Arsenal Toula              | D2                    | 27          | 2           | 3                     | 0                     | -                              | -                              | -                              | 30    | 2     |
| 2005                  | Jenis Astana               | D1                    | 13          | 1           | 5                     | 1                     | -                              | -                              | -                              | 18    | 2     |
| Sous-total            | Sous-total                 | Sous-total            | 86          | 8           | 12                    | 4                     | -                              | -                              | -                              | 98    | 12    |
| 2005                  | Dinamo Briansk             | D2                    | 16          | 2           | 1                     | 0                     | -                              | -                              | -                              | 17    | 2     |
| 2006                  | Dinamo Briansk             | D2                    | 39          | 7           | 2                     | 0                     | -                              | -                              | -                              | 41    | 7     |
| 2007                  | Dinamo Briansk             | D2                    | 35          | 2           | 7                     | 0                     | -                              | -                              | -                              | 42    | 2     |
| Sous-total            | Sous-total                 | Sous-total            | 90          | 11          | 10                    | 0                     | -                              | -                              | -                              | 100   | 11    |
| 2008                  | Metallourg Lipetsk         | D3                    | 26          | 1           | 3                     | 1                     | -                              | -                              | -                              | 29    | 2     |
| 2009                  | Dniepr Smolensk            | D3                    | 29          | 0           | 1                     | 0                     | -                              | -                              | -                              | 30    | 0     |
| 2010                  | Dniepr Smolensk            | D3                    | 23          | 1           | 1                     | 0                     | -                              | -                              | -                              | 24    | 1     |
| Sous-total            | Sous-total                 | Sous-total            | 78          | 2           | 5                     | 1                     | -                              | -                              | -                              | 83    | 3     |
| Total sur la carrière | Total sur la carrière      | Total sur la carrière | 539         | 62          | 47                    | 11                    | -                              | 2                              | 0                              | 588   | 73    |